# Just as I Am (film)
Pour les articles homonymes, voir Just as I Am.
Just as I Am est un film muet américain réalisé par Colin Campbell et sorti en 1915.

## Fiche technique
- Réalisation : Colin Campbell
- Scénario : Lanier Bartlett, d'après son histoire
- Date de sortie : États-Unis : 29 novembre 1915

## Distribution
- Eugenie Besserer
- Frank Clark
- Edith Johnson
- Harry Lonsdale
- Will Machin
- Wheeler Oakman